# Germanischer Sprachverein
Der Germanische Sprachverein (ab 1938: Germanische Sprachbewegung) war ein von 1933 bis 1948 bestehender, völkisch-nationalistisch ausgerichteter Sprachverein mit Sitz in Wien. Er propagierte das Konzept der sogenannten ‚Sprachechtheit‘ und forderte tiefgreifende Eingriffe in den deutschen Sprachgebrauch auf rassenideologischer Grundlage. Der Verein ist ein bedeutendes Bindeglied in der Geschichte des österreichischen Sprachpurismus.

## Geschichte

### Vorgeschichte und Gründung
Der Verein wurde am 20. April 1933, dem Geburtstag Adolf Hitlers, von dem Wiener Germanisten und Sprachpfleger Karl Tekusch gegründet. Laut dessen Angaben reichte die Idee zur Vereinsgründung bis ins Jahr 1924 zurück. Die Gründung wurde offiziell durch den Wiener Magistrat genehmigt und fand in einem politischen Umfeld zunehmender autoritärer und völkischer Strömungen statt.
Der Verein verstand sich von Beginn an als ideologisch eng mit der nationalsozialistischen Bewegung verbunden. Die Gründung am ‚Führergeburtstag‘ wurde von Tekusch später ausdrücklich als bewusste symbolische Handlung dargestellt.

### Umbenennung und Gleichschaltung
Nach dem Anschluss Österreichs 1938 an das nationalsozialistische Deutsche Reich wurde der Verein im Zuge der Gleichschaltung in Germanische Sprachbewegung umbenannt. Die Satzung wurde an das nationalsozialistische Führerprinzip angepasst, unter anderem durch die Verpflichtung zur Zustimmung durch Hoheitsträger der NSDAP bei der Ernennung des Vereinsleiters.

## Ideologie und Ziele
Das zentrale Anliegen des Vereins war die Durchsetzung der sogenannten „Sprachechtheit“. Darunter verstand man die Wiederherstellung eines als „rein“ verstandenen, angeblich ursprünglich germanischen Sprachgebrauchs. Der Verein kritisierte lautstark Lehnwörter, Formenwandel, phonetische Anpassungen und „moderne“ Sprachentwicklungen.
Zu den geforderten sprachlichen Änderungen zählten unter anderem:
- Wortechtheit; geforderte Wortänderungen sind: versöhnen → versühnen (da abgeleitet von Sühne); Bresche → die Breche (von brechen); den Rang ablaufen → den Rank ablaufen (von Wegkrümmung/Ranke); Ereignis → Eräugnis (mit den Augen gesehener Vorfall); Beispiel → Beispell (von mhd. spell ‚Erzählung‘); ergötzen → ergetzen (im Sinne von ‚Kummer/Sorge/Leid vergessen machen‘); auftauen → aufdauen (‚auflösen in Flüssigkeit‘, analog zu verdauen) versus tauen im Sinne von ‚gerinnen‘ (wie bei Morgentau); Marg (z. B. in Knochen) versus Mark (Grenzgebiet).[4]

- Biegungsechtheit: Wiedereinführung der Unterscheidung zwischen „laden, lud, geladen (dazu Last) und laden, ladete, geladen (dazu Vorladung)“ sowie die Unterscheidung „schmelze (schmilzt), schmolz, geschmolzen (flüssig geworden) – schmelze (schmelzt), schmelzte, geschmelzt (flüssig gemacht)“ und „den Unterschied von ‚brinnt‘ und ‚brennt‘“[5]

- Formechtheit: Einführung von Formen wie „du issest, er isset, wie: du bindest, er bindet“.[6]

- Erbechtheit: „Pfleg’ die Bauernsprache“: sitz nieder! (engl. sit down!), heimsuchen (Edda: at söka heim), es brinnt, verbrunnen, es schneibt, geschnieben, sie machent, verschlinden.[7]

- Erbtümlichkeit; z. B. im Wortschatz der Musik: „Klingekunst“ statt „Musik“; „Klinger“ statt "Musiker"; „Klangzeug“ statt „Musikinstrument“; „Klingschaft“ oder „die Klinger“ statt „Orchester“; „Klangführer“ statt „Dirigent“; „klanglieb“, „klangbegabt“, „klangsinnig“ statt „musikalisch“; „klingen“ oder „aufspielen“ für „musizieren“; „Spielmann“ statt „Musikant“.[8]

- Echtschreibung: Ersetzung der Buchstaben (bzw. Kombinationen) <qu> durch <kw>; <v> durch <f> bzw. <w>; <x> durch <ks>; <y> durch <i> oder <ü>; und <z> durch <ts>.[9]

Diese Art der Sprachpflege wurde ausdrücklich als Teil einer ‚rassischen Erneuerung‘ verstanden. Der Verein verband Sprache mit ‚Nordblut‘, ‚Artpflege‘ und ‚völkischer Identität‘.

## Aktivitäten
Zwischen 1933 und 1942 veröffentlichte der Verein insgesamt 14 Schriften, darunter mehrere Denkschriften (siehe unten), die sich an politische Entscheidungsträger im Deutschen Reich, in Österreich und der Schweiz richteten. Inhaltlich reichten die Vorschläge von Orthographieänderungen bis hin zu sprachphilosophischen Ausführungen auf völkisch-rassistischer Grundlage.
In seiner Festschrift von 1938 bezeichnete sich der Verein als Teil einer „nationalsozialistischen Sprachbewegung“ und bekannte sich explizit zu Hitler. „Die gründenden und die späteren Mitglieder des G. Sp. [Germanischen Sprachvereins] waren Anhänger Hitlers.“

## Bedeutung & Kontinuität
Der Germanische Sprachverein gilt als Ausdruck eines ideologisch überformten Sprachpurismus im nationalsozialistischen Österreich. Seine Existenz zeigt, dass der organisierte Sprachpurismus auch während der NS-Zeit in Österreich aktiv war; entgegen der weit verbreiteten Annahme, solche Bewegungen seien ab 1940 verboten worden.
Gründer Karl Tekusch wurde 1938 Vorsitzender des Wiener Zweigs des Allgemeinen Deutschen Sprachvereins (ADSV) bis zu dessen Auflösung und war 1949 Mitbegründer des Vereins Muttersprache Wien, den er als Nachfolgeorganisation des ADSV-Zweigs Wien leitete. Damit war Tekusch zentraler Akteur einer über mehrere politische Systeme hinweg ununterbrochen bestehenden sprachpuristischen Bewegung in Österreich.

## Ausgewählte Vereinsschriften (sämtlich publiziert im Namen des Vorsitzenden)
- Tekusch, Karl (1933): Denkschrift des Germanischen Sprachvereines über die deutsche ›f‹-Schreibung. 1 Blatt = 2 Seiten ohne Paginierung. Wien.
- Tekusch, Karl (1934a): Denkschrift des Germanischen Sprachvereines über die Rettung des Erbwortes, im besonderen über die Verwendung der Wörter Leib und Körper im amtlichen und gesetzlichen Gebrauche. 1 Blatt = 2 Seiten ohne Paginierung. Wien.
- Tekusch, Karl (1934b): Denkschrift über die Erneuerung der indogermanischen Wortbiegung, gezeigt am Du-Worte. 1 Blatt = 2 Seiten ohne Paginierung. Wien.
- Tekusch, Karl (1934c): Die Sprachechtheit. 2 Blätter = 4 Seiten ohne Paginierung. Wien.
- Tekusch, Karl (1935a): Beispiele der Sprachechtheit, Volksechtheit und Lebensechtheit. Weihgabe. Dem Deutschen Sprachvereine zum fünfzigsten Geburtstage! 2 Blätter = 4 Seiten ohne Paginierung. Wien.
- Tekusch, Karl. (1935b): Denkschrift über vergleichende germanische und indogermanische Sprach- und Volkstumspflege. 1 Blatt = 2 Seiten ohne Paginierung. Wien.
- Tekusch, Karl (1935c): Die Ziele der Sprachechtheit. 1 Blatt = 2 Seiten ohne Paginierung. Wien.
- Tekusch, Karl (1936): „Sprachgebrauch und Sprachechtheit“. In: Muttersprache 51/9, S. 321–327.
- Tekusch, Karl (1937): Lebensgesetzliche Sprachpflege. Götzes Grundsätze und Folgerungen im Lichte der Sprachechtheit. 2 Blätter = 4 Seiten ohne Paginierung. Wien.
- Tekusch, Karl (1938a): Festschrift zum 49. Geburtstage des Führers und zur fünften Wiederkehr des Tages der Gründung des Vereines am 44. Geburtstage des Führers 20. April 1933 – 20. April 1938. 2 Blätter = 4 Seiten ohne Paginierung. Wien.
- Tekusch, Karl (1938b): „Nordische Sprachechtheit“. In: Wissenschaftliche Beihefte zur Zeitschrift des Deutschen Sprachvereins 7/50, S. 1–12.
- Tekusch, Karl (1938c): „Von deutscher Sprache: Nationalsozialistisches Sprachkämpfertum“. In: Volkszeitung am Sonntag vom 27. März, S. 103.
- Tekusch, Karl (1941): Von der Rechtschreibung zur Echtschreibung. 1 Blatt = 2 Seiten ohne Paginierung. Wien.
- Tekusch, Karl (1942): Denkschrift über die Mechanisierung unserer organischen Muttersprache. Mit Brief vom 08.04. an den Führer Adolf Hitler & Brief vom 12.04. an den Reichsminister des Inneren Dr. Wilhelm Frick. 4 Seiten ohne Paginierung. Wien.

## Sekundärliteratur
- Fürst, Renée Christine (1993). Sprachpflege in Österreich nach 1945. Bestandsaufnahme und Kritik. Diplomarbeit. Universität Wien. (Insbesondere S. 65.)
- Hillen, Ingrid Selma Johanna (1982): Untersuchungen zu Kontinuität und Wandel der Sprachpflege im Deutschen Reich, in der Bundesrepublik und in der DDR (1885 bis zur Gegenwart). Inauguraldissertation. Rheinische Friedrich-Wilhelms-Universität Bonn. (Insbesondere S. 62–63, 72.)
- Pfalzgraf, Falco (2022): Der Germanische Sprachverein (Wien 1933–1948). In: Muttersprache. Vierteljahresschrift zur deutschen Sprache, 2/2022, S. 97–122.
- Pfalzgraf, Falco (2019): Der Verein „Muttersprache“ Wien unter Vorsitz von Karl Tekusch und Erwin Mehl (1949–1984). Heidelberg: Winter. ISBN 978-3-8253-6935-4.
- Pfalzgraf, Falco (2016): Karl Tekusch als Sprachpfleger. Seine Rolle in Wiener Sprachvereinen des 20. Jahrhunderts.  Bremen: Hempen. (Greifswalder Beiträge zur Linguistik 10). ISBN 978-3-944312-33-0.
- Pfalzgraf, Falco (2021): Karl Tekusch (1890–1977), his concept of Sprachechtheit, and the purism movement in Austria. In: Historiographia Linguistica, 48:1, S. 60–82. ISSN 0302-5160.
- Polenz, Peter von (1967): „Sprachpurismus und Nationalsozialismus. Die 'Fremdwort'-Frage gestern und heute“. In: Lämmert, Eberhard & Killy, Walther & Conrady, Karl Otto & Polenz, Peter von (Hg.). Germanistik – eine deutsche Wissenschaft. Frankfurt am Main: Suhrkamp. S. 111–165 (insbesondere S. 131 f.).